# Herculândia
Herculândia é um município brasileiro do estado de São Paulo. Sua população estimada em 2024 era de 9.302 habitantes. O município é formado pela sede e pelo distrito de Juliânia.

## História
Em 1923, os portugueses Antônio Pereira da Silva e seu filho José Pereira da Silva compraram 53 alqueires de terra e marcaram o povoado de Alto Cafezal, um dos três que dariam origem ao município de Marília.
Quatro anos depois, José Pereira da Silva deixou Alto Cafezal e se estabeleceu, com a família, na região do Ribeirão Iacri, onde fundou o povoado de Sant'Ana em 26 de julho de 1927 (97 anos).
Esse povoado teve rápido crescimento e, em 18 de setembro de 1930, foi elevado a distrito do município de Glicério, com a denominação de Herculânea, em homenagem a Herculano de Freitas, professor da Faculdade de Direito de São Paulo. Oito anos mais tarde, em 30 de novembro de 1938, foi transferido para o município de Pompeia. O município foi criado 30 de novembro de 1944 (80 anos) com o novo nome de Herculândia, em território desmembrado de Pompeia e Tupã.

### Formação territorial-administrativa
Histórico da formação do município:
- Antigo povoado de Sant'Anna
- Distrito criado com a denominação de Herculândia, no município de Glicério, pela Lei nº 2.425, de 18/09/1930.
- Município criado com território desmembrado dos municípios de Pompeia e Tupã pelo Decreto-Lei nº 14.334, de 30/11/1944.

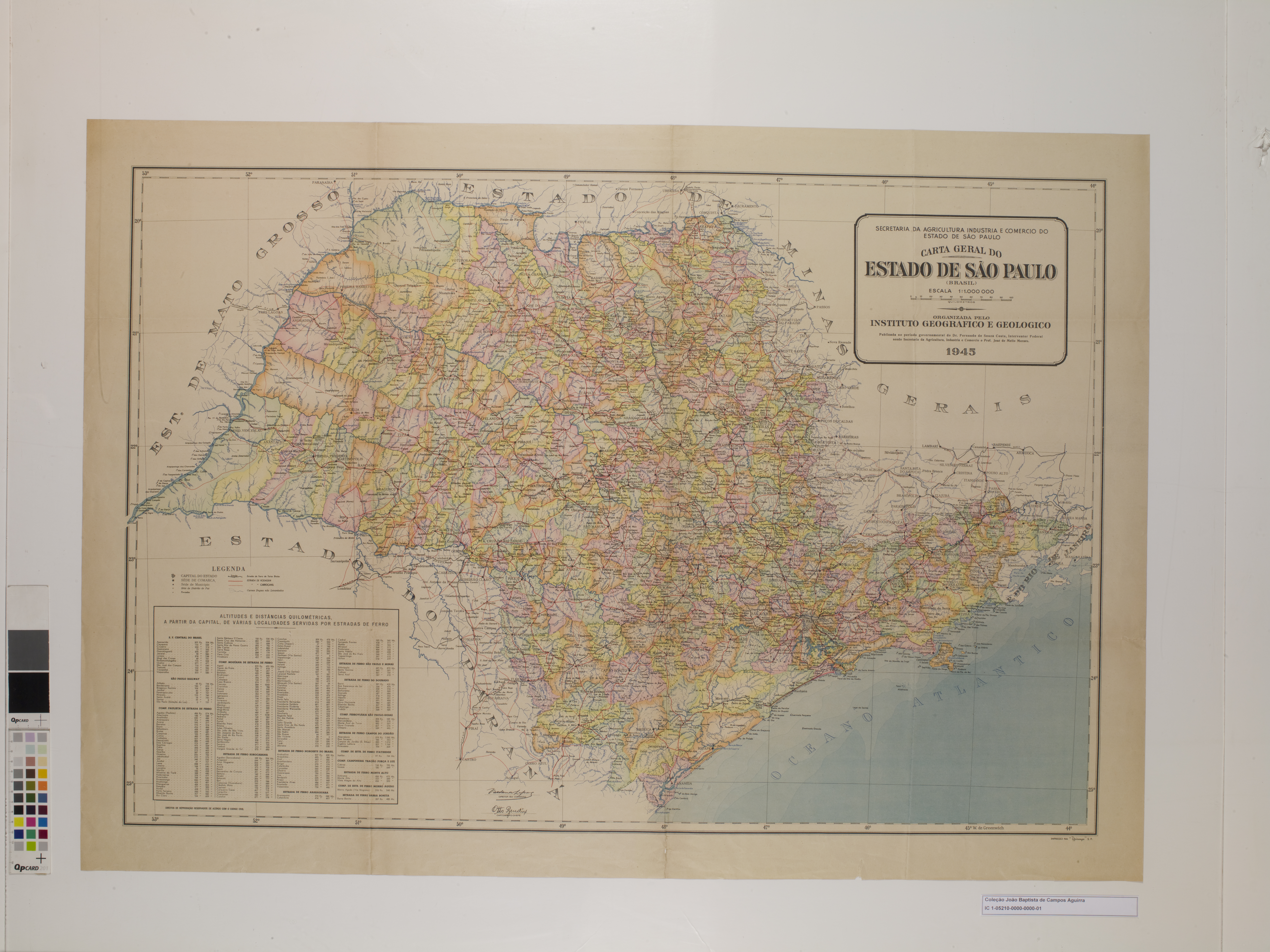
Estado de São Paulo (1944).

## Geografia
Localiza-se a uma latitude 22º00'13" sul e a uma longitude 50º23'07" oeste, estando a uma altitude de 502 metros.

### Hidrografia
- Rio do Peixe
- Ribeirão Iacri

### Rodovias
- SP-294
- SP-383

## Demografia

### População
| Crescimento populacional                             | Crescimento populacional | Crescimento populacional | Crescimento populacional |
| Ano                                                  | População Total          |                          | %±                       |
| ---------------------------------------------------- | ------------------------ | ------------------------ | ------------------------ |
| 1946                                                 | 16 907                   |                          | —                        |
| 1950                                                 | 8 323                    |                          | −50,8%                   |
| 1958                                                 | 7 438                    |                          | −10,6%                   |
| 1960                                                 | 10 717                   |                          | 44,1%                    |
| 1970                                                 | 7 587                    |                          | −29,2%                   |
| 1980                                                 | 7 098                    |                          | −6,4%                    |
| 1991                                                 | 7 036                    |                          | −0,9%                    |
| 2000                                                 | 7 992                    |                          | 13,6%                    |
| 2010                                                 | 8 696                    |                          | 8,8%                     |
| 2022                                                 | 9 125                    |                          | 4,9%                     |
| Est. 2024                                            | 9 302                    | [ 10 ]                   | 1,9%                     |
| Fontes: Censos Demográficos IBGE e Estimativas SEADE |                          |                          |                          |

### Dados demográficos
Dados do Censo - estimativa para 2015
População total: 9.278
- Urbana: 8.113
- Rural: 1.165
- Homens: 4.680
- Mulheres: 4.598

Densidade demográfica (hab./km²): 25,41
Mortalidade infantil até 1 ano (por mil): 22,65
Expectativa de vida (anos): 67,96
Taxa de fecundidade (filhos por mulher): 2,23
Taxa de alfabetização: 86,82%
Índice de Desenvolvimento Humano (IDH-M): 0,738
- IDH-M Renda: 0,659
- IDH-M Longevidade: 0,716
- IDH-M Educação: 0,840

(Fonte: IPEADATA)

## Economia
Herculândia possui como principal fonte de economia a cultura e beneficiamento de amendoim. A cidade conta com o maior número de empresas exportadoras cadastradas do Brasil e uma empresa entre as nove do Brasil que exporta para a União Européia.
O município de Herculândia também é conhecido por abrigar uma grande quantidade de viveiros de mudas, especializados na produção de espécies ornamentais, florestais e frutíferas, sendo um importante polo produtor. Este ramo de atividade teve início com José Edézio (também conhecido como "Neguinho"), e o Viveiro de Mudas Chácara Primavera foi o primeiro do município.

## Infraestrutura

### Comunicações
O sistema de telefones automáticos foi inaugurado na cidade em 1974 pela Telecomunicações de São Paulo (TELESP), que também implantou o sistema de discagem direta à distância (DDD) em 1986 com o código de área (0144). Anteriormente a cidade era atendida pela Companhia Telefônica Brasileira (CTB).
Na década de 90 o código DDD da cidade foi alterado para (014), para padronização do sistema telefônico com a telefonia celular que estava sendo implantada em todo o estado.

## Pessoas ilustres
- Clemente Viscaino - Ator
- Ivo Holanda - Ator e humorista
- Kell Smith - Cantora e compositora - Embora não tenha nascido no município, ela passou toda sua adolescência por lá, dos 10 aos 23 anos

## Religião
O Cristianismo se faz presente na cidade da seguinte forma:

### Igreja Católica
- A igreja faz parte da Diocese de Marília.[23]

### Igrejas Evangélicas
Entre as igrejas protestantes históricas, pentecostais e neopentecostais, encontram-se na cidade:
- Assembleia de Deus Ministério do Belém.[26][27]
- Congregação Cristã no Brasil.[28]